# Fietsdeelsysteem

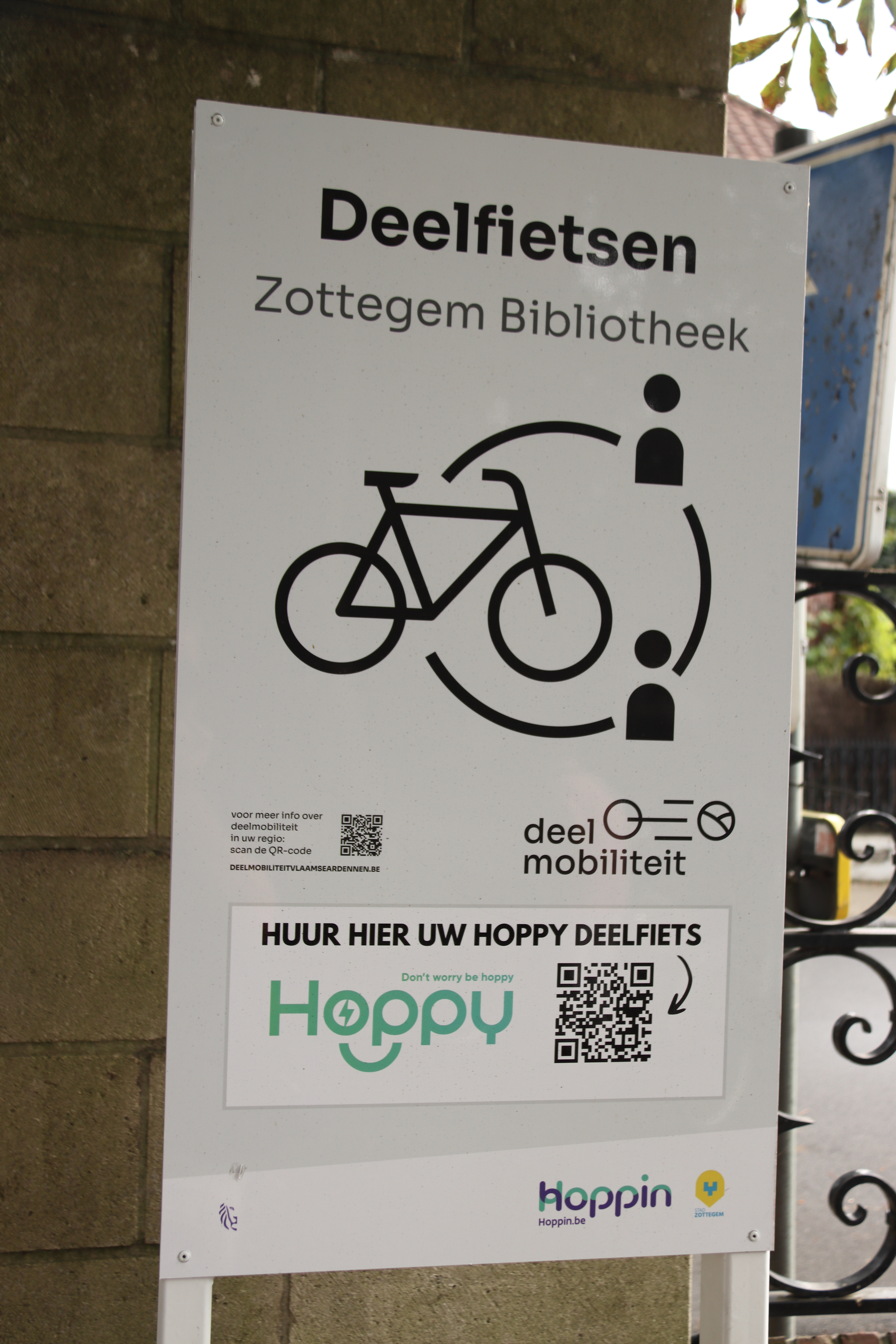
Hoppy-deelfietsen aan een Hoppinpunt in Zottegem, België

Een deelfiets is een leenfiets die gratis, of tegen geringe kosten, kan worden gebruikt. Om diefstal tegen te gaan wordt gekozen voor een afwijkend model, of een afwijkende kleur. Deelfietsen beogen veelal een gemakkelijk te gebruiken alternatief te zijn voor transport in de binnenstad. Door vervoer per deelfiets te bevorderen kunnen files en milieuverontreiniging worden teruggedrongen. In Nederland worden dergelijke fietsen ook wel witte fiets genoemd.

## Systemen of categorieën
Men kan een vijftal categorieën of “generaties” van deelfietsen onderscheiden:
- Bemande stations (generatie “nul”): hier worden de fietsen uitgeleend door vast personeel (betaald of vrijwilligers). Deze categorie omvat de traditionele fietsverhuring, maar ook moderne varianten zoals de studentenhuurfiets van Levanto in Antwerpen[1] vallen hieronder.

- Witte fietsen (eerste generatie): gratis fietsen worden zonder controle ter beschikking gesteld. Pionier hierin was het wittefietsenplan in Amsterdam uit 1965. Hoewel de meeste dergelijke systemen zijn opgeheven vanwege diefstal en vandalisme, kan het systeem binnen besloten zones wel een succes worden, zoals de witte fietsen in het Nationaal Park De Hoge Veluwe in Nederland.

- Muntstations (tweede generatie): hier worden fietsen ontsloten met een muntstuk, zoals de winkelkarretjes in vele supermarkten. Dit systeem is vooral in Denemarken in gebruik.

- Automatische stations (derde generatie): de fietsen staan geparkeerd in een aantal stations, verspreid over de stad. Gebruik is enkel mogelijk na aanmelding met een abonnement of dagpas, eventueel via een app. Deze fietsen zijn bedoeld voor kort gebruik, vaak is het eerste halfuur inbegrepen in de jaar- of dagprijs.

- Strooifietsen of free floating bikes (vierde generatie): deze fietsen kunnen om het even waar binnen een bepaalde zone opgehaald en achtergelaten worden. Alle fietsen hebben een GPS-tracker, waardoor ze via een app kunnen gelokaliseerd en ontsloten worden. Tientallen bedrijven hebben, met wisselend succes, dergelijke fietsdeelsystemen op poten gezet, waaronder ook twee grote Chinese ondernemingen, ofo en Mobike.

## Nederland

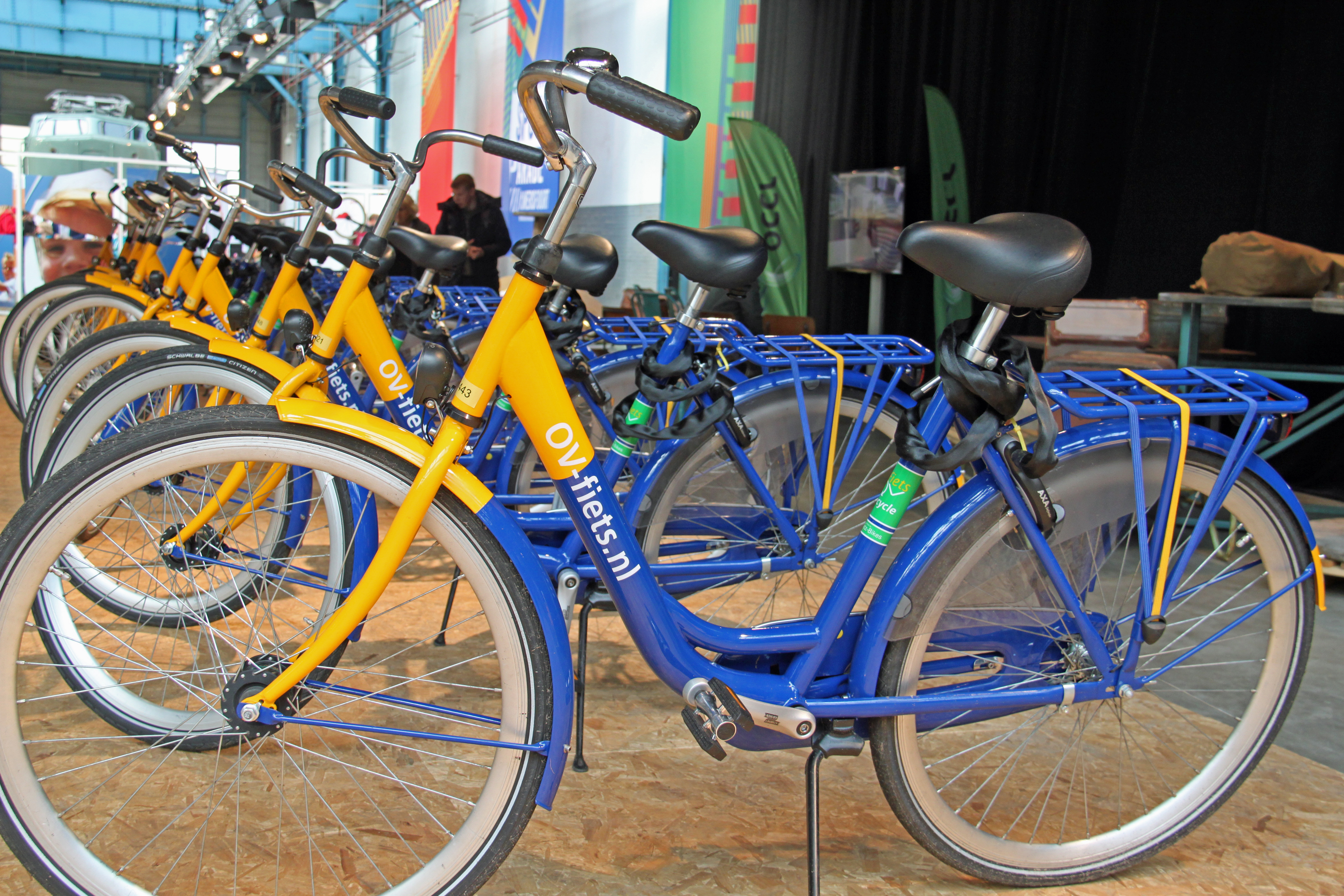
OV-fietsen

In Amsterdam ontstond in 1965 het idee voor een wittefietsenplan. Het plan werd toen niet gerealiseerd, maar in 2000 werd er alsnog een proef gedaan. Ook dit werd geen succes. Meer succes had de OV-fiets, die in 2003 werd geïntroduceerd en bij stations in heel Nederland via een abonnement te huur is. Deze fietsen dienen bij het station weer te worden ingeleverd.
Anno 2021 waren er in verschillende steden fietsdeelsystemen van de derde generatie opgezet. Een bijzonder voorbeeld daarvan was het in 2017 opgerichte bedrijf Cargoroo dat deelbakfietsen aanbood in negen steden. Daaronder waren Utrecht, Nijmegen, Eindhoven en enkele steden in België en Duitsland. Na een verloren aanbesteding in Amsterdam eind 2024, werden de 700 bakfietsen van straat gehaald en ging het bedrijf met 25 medewerkers failliet.

## België

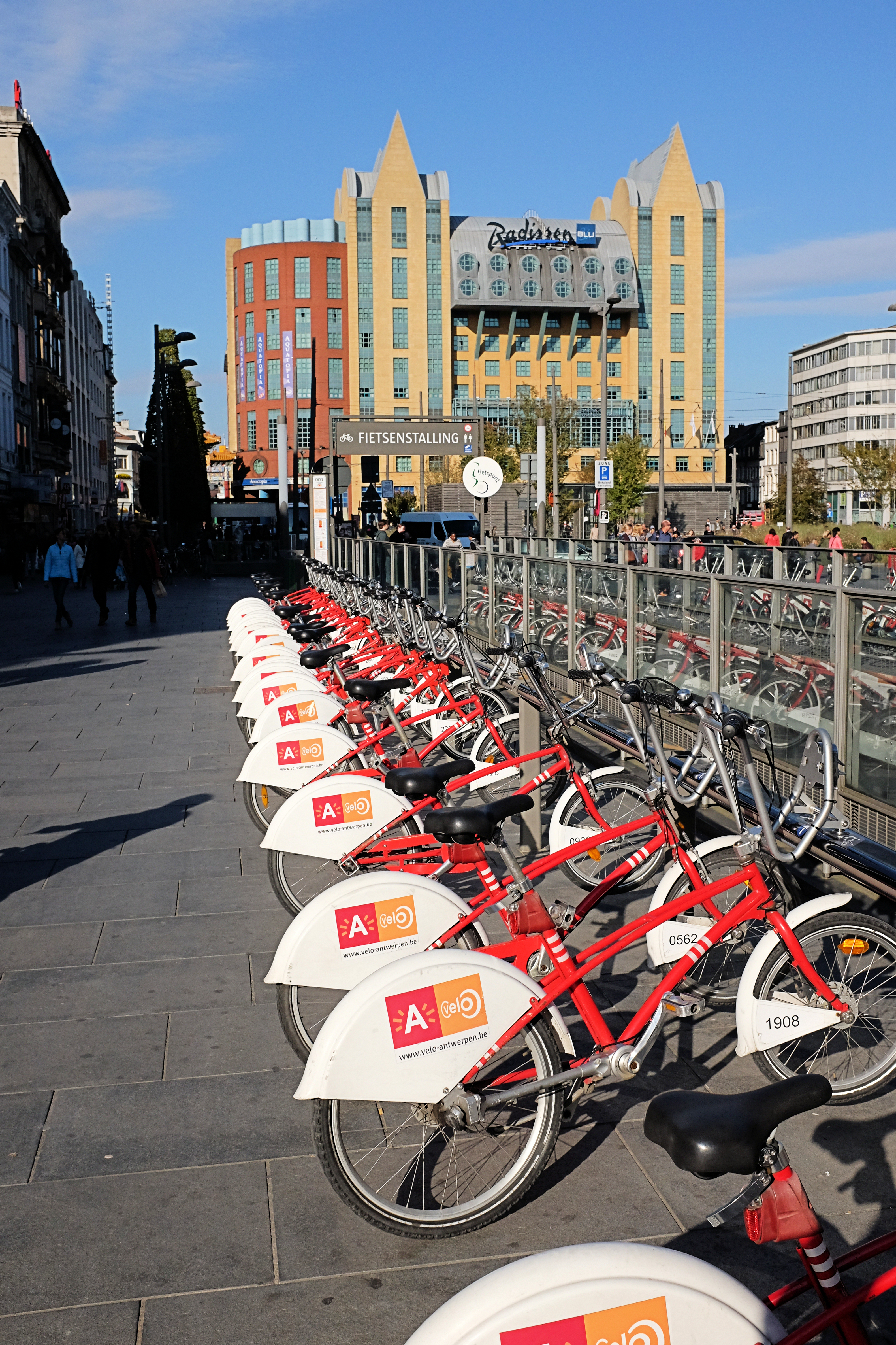
Fietsstation van Velo Antwerpen

Antwerpen heeft sinds 9 juni 2011 met Velo Antwerpen het SmartBike-systeem van Clear Channel geïmplementeerd. Het bestaat uit 297 stations en 4200 fietsen. Gebruikers sluiten een jaarabonnement af of kopen een week- of dagpas. Bij deze drie vormen zijn er 30 minuten gratis fietsen inbegrepen per rit. De maximum gebruiksduur bedraagt vier uur. Hiervoor dient bijbetaald te worden.
Villo! is beschikbaar in het Brussels Hoofdstedelijk Gewest sinds 16 mei 2009 en maakt gebruik van het Cyclocity-systeem van JCDecaux. Het systeem bestaat uit 360 stations en 5000 fietsen. Deze kunnen in een station naar keuze teruggezet worden.
Li Bia Vélo in Namen is in gebruik sinds 21 april 2014 en maakt gebruik van het Cyclocity-systeem van JCDecaux. De fietsen kunnen in een station naar keuze teruggezet worden.
Naast bovenstaande stadsbrede systemen bieden verschillende fietspunten ook Blue-bikes. Deze dienen op de oorspronkelijke locatie teruggeplaatst worden na gebruik, maar kunnen in tegenstelling tot de bovenstaande systemen langer gebruikt worden.
Aan Hoppinpunten in Vlaanderen worden ook Hoppy-deelfietsen aangeboden.
Het Nederlandse bedrijf Cargoroo bood tot einde 2024 bakfietsen aan in Antwerpen, Leuven en Mechelen. Het gebruik van de bakfietsen groeide. De 3.600 Leuvense gebruikers reden zo'n 24.000 ritten in de laatste twee jaar.

## Denemarken
In Denemarken zijn sinds 1995 gratis fietsen in collectief eigendom; het zogenaamde bycyklen-project in de binnenstad van Kopenhagen. De fietsen, van een afwijkend model, zijn voorzien van een simpel muntslot, zoals dat ook op supermarktwagentjes is bevestigd. De gebruiker kan een fiets losmaken uit de stalling, door een muntstuk van 20 kronen in het slot te doen. Wie een onbeheerde fiets naar een stalling rijdt, wint hierdoor een munt. Sinds 2004 is hetzelfde systeem ook in gebruik in Aarhus.

## Duitsland

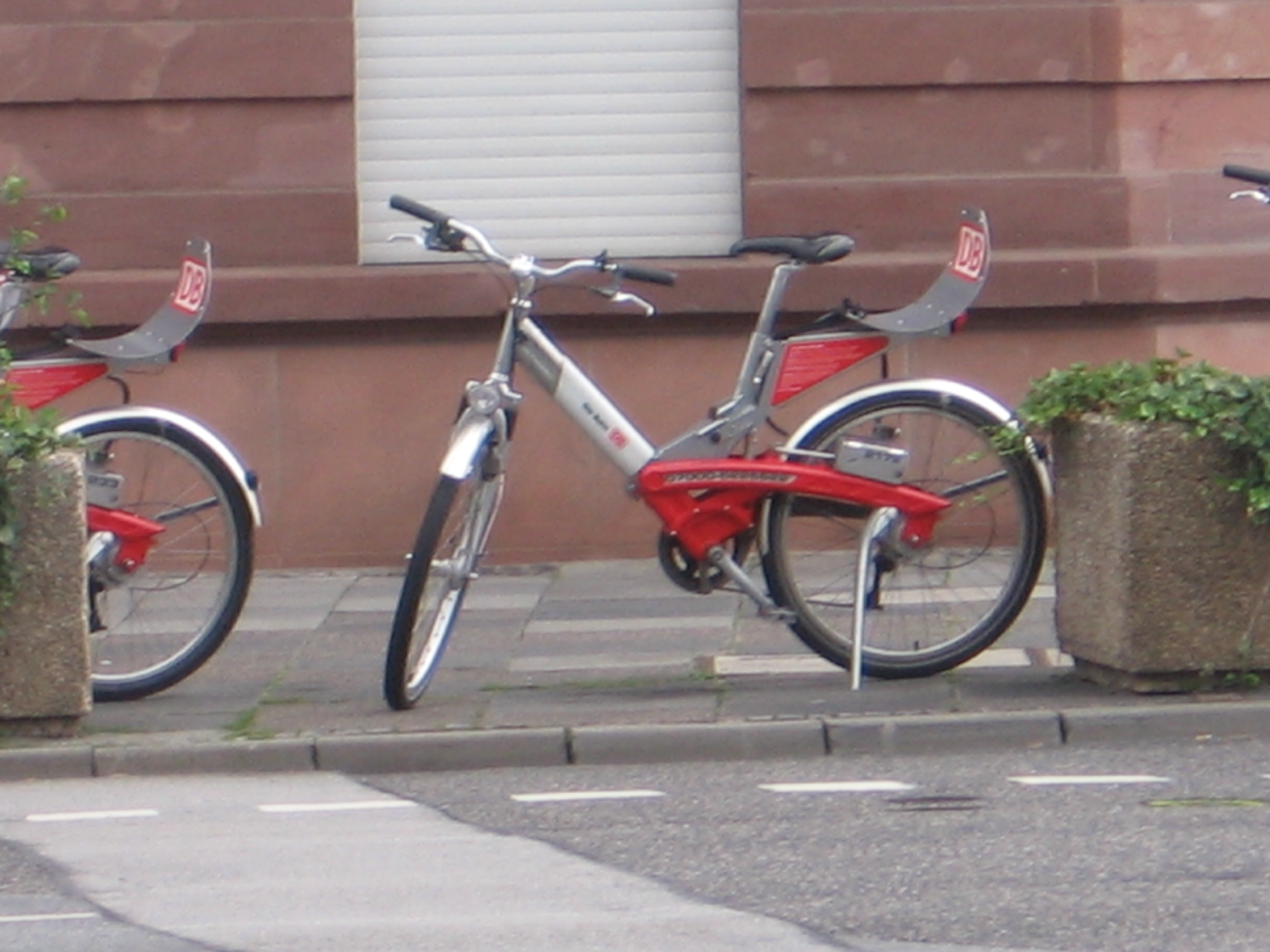
Een leenfiets van de DB

Call-a-Bike, een initiatief van de Deutsche Bahn, met opvallend modern vormgegeven fietsen.
In Berlijn, München, Frankfurt am Main, Keulen en Karlsruhe staan de fietsen op kruispunten binnen het stadsgebied, in Stuttgart bestaan bepaalde verzamelpunten (meestal bij een station). Als er een groen lampje knippert is de fiets beschikbaar. Voor gebruik moet men geregistreerd zijn. De gebruiker belt het nummer van de fiets door en ontvangt vervolgens een code. Deze wordt op het touchscreen van de fiets ingetoetst om te openen. De fiets kan tijdelijk op slot gezet worden, bijvoorbeeld om even te winkelen (het groene lampje knippert in dit geval niet). Om terug te geven wordt de fiets weer aan een verzamelpunt of kruispunt op slot gezet, en via het ingebouwde touchscreen "teruggave" gekozen. Hiernaast verschijnt een nieuwe code die men in een tweede telefoongesprek samen met het plaats van teruggave doorgeeft. De kosten worden van de creditcard van de gebruiker afgeschreven.

## Finland
In Helsinki was een plan met witte fietsen operationeel. Door vandalisme en diefstal is er een einde aan het project gekomen.

## Frankrijk

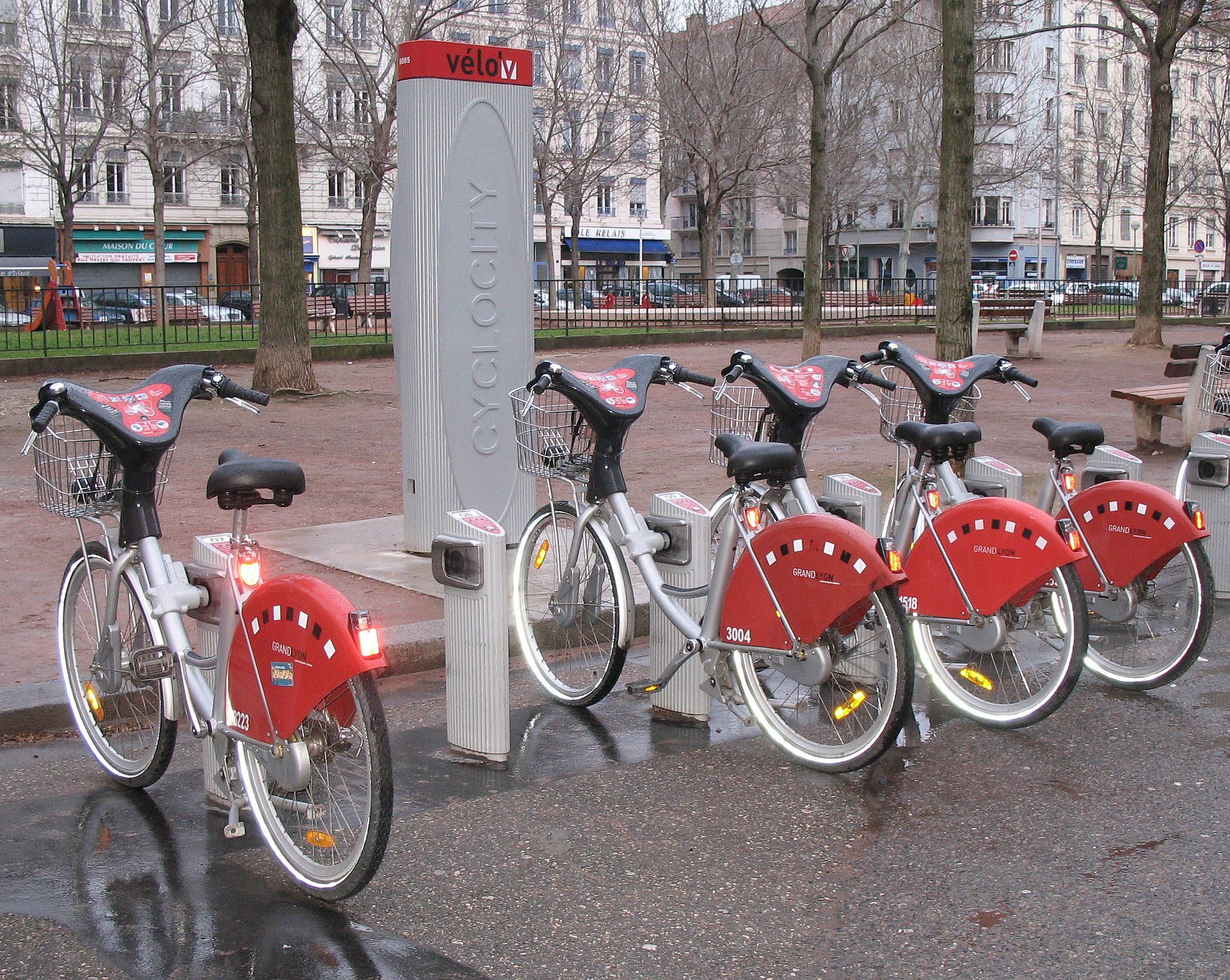
Vélo'v in Lyon

In Parijs is de Vélib' met ongeveer 20.000 fietsen en bijna 1450 fietsenstallingen in gebruik.
In Lyon zijn meer dan 3000 collectieve fietsen verkrijgbaar, verdeeld over 340 stallingen, onder de naam Vélo'v. De fietsen kunnen worden gebruikt door iedereen met een creditcard.
In veel andere steden in Frankrijk is een systeem in gebruik, waarbij de fietsen automatisch, dus zonder hulp van personeel, kunnen worden gehuurd.

## Ierland
In Dublin is in september 2009 Dublin Bikes van start gegaan. Er zijn 44 stations. Er bestaan driedagenkaarten en een jaarabonnement €10. Zoals in veel andere steden is gebruik van de fietsen het eerste half uur gratis.

## Israël

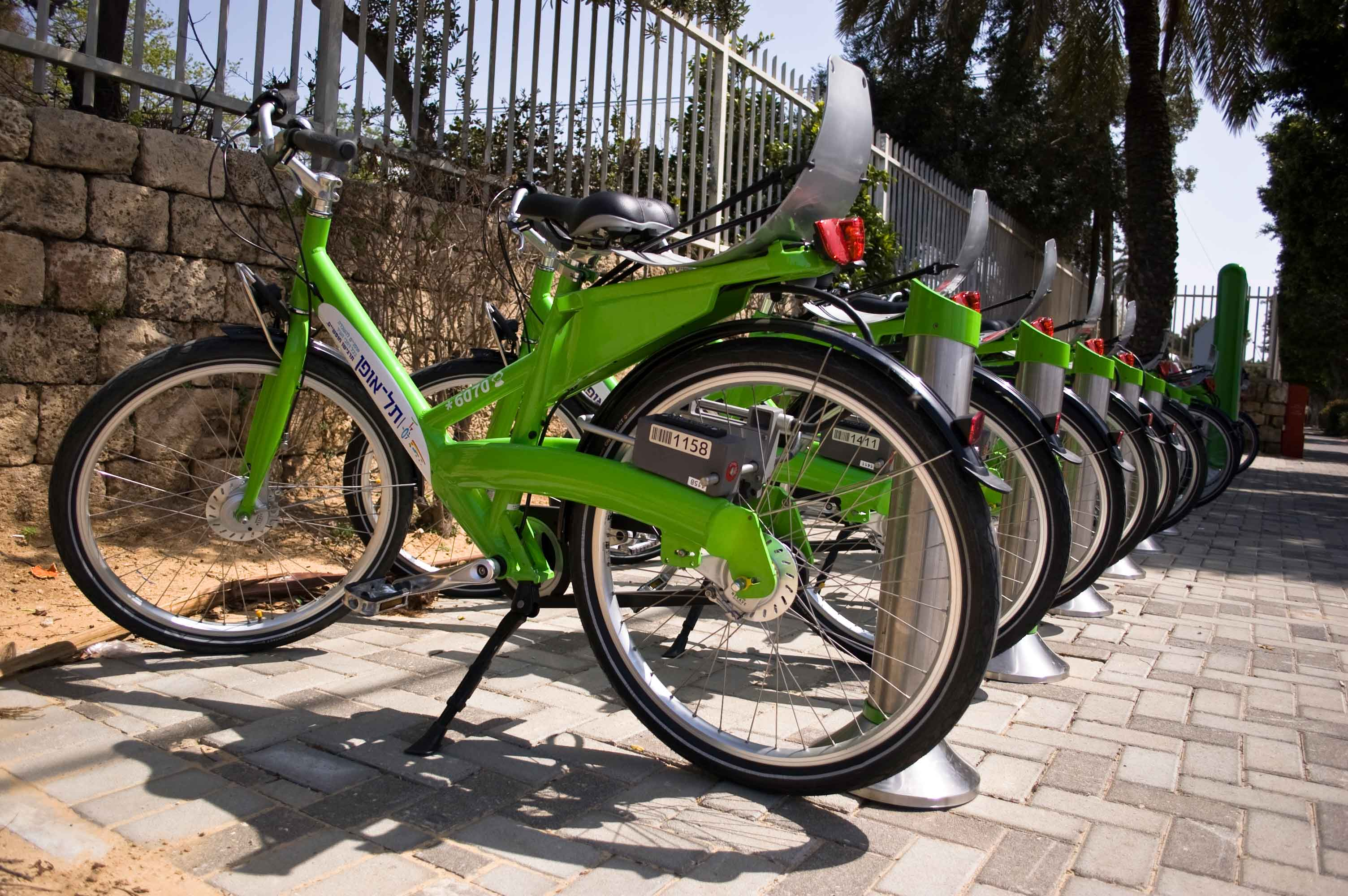
Tel-O-Fun in Tel Aviv

Het project Tel-O-Fun in Tel Aviv, gestart in 2010.

## Oostenrijk
Het supermarktwagentjessysteem voor witte fietsen werkt ook in Wenen. Iedereen met een creditcard kan een witte fiets meenemen, het eerste uur is gratis en daarna wordt een gering bedrag berekend. Er wordt een euro borg afgeschreven en teruggestort nadat de fiets weer is ingeleverd.

## Polen
Veturilo (Esperanto voor 'voertuig') is een fietsdeelsysteem in Warschau.

## Spanje

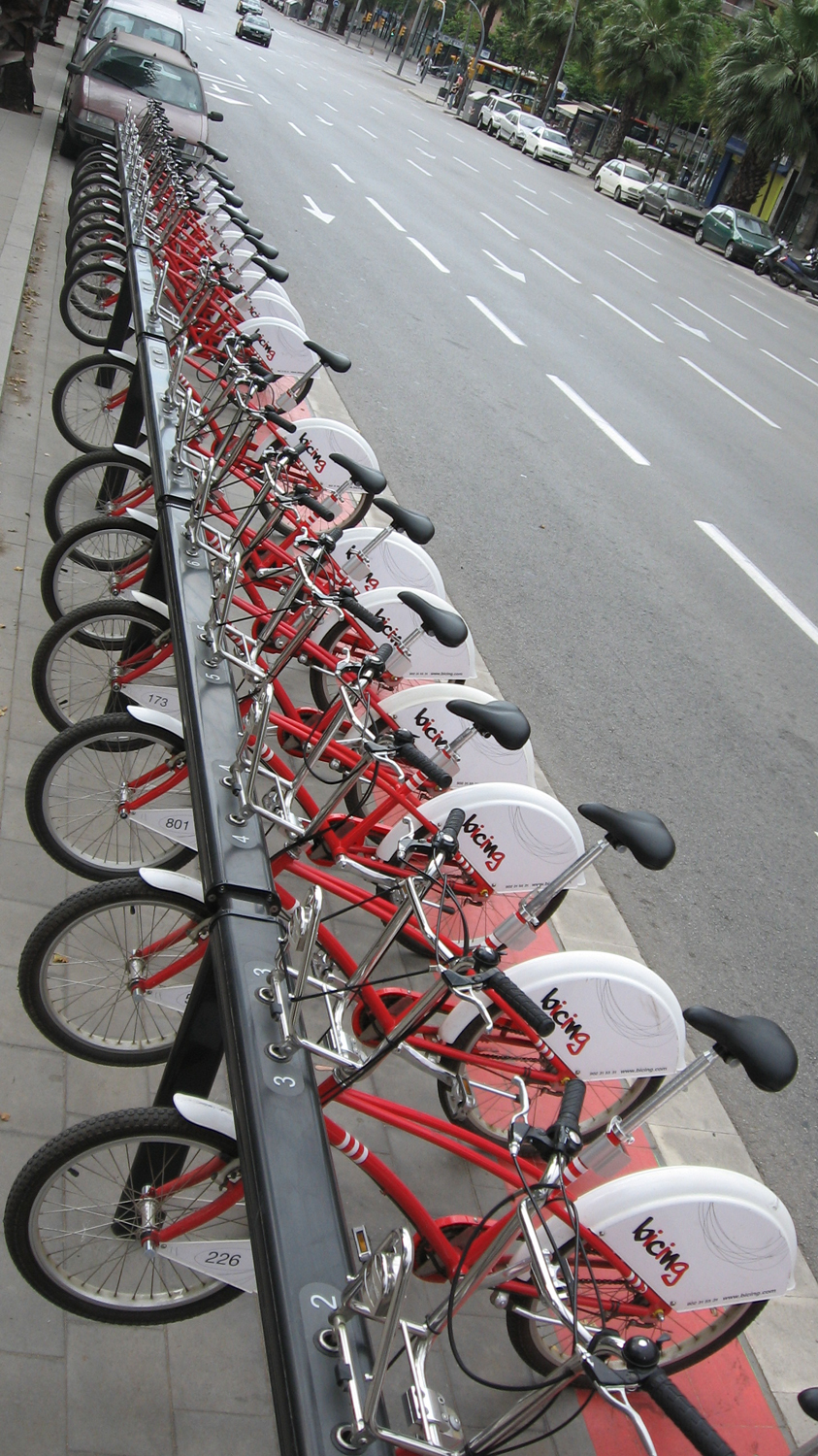
Bicing-leenfietsen in Barcelona

Barcelona heeft sinds maart 2007 ook een elektronisch fietsverhuursysteem onder de naam Bicing. In januari 2008 telde het project zo'n 200 stations met 3000 fietsen voor in totaal ruim 100 000 abonnees. Het systeem werkt met een lidmaatschapskaart, niet met een creditcard en is derhalve niet toegankelijk voor de doorsnee toerist. 
Het Smartbike-project van Barcelona werd ontwikkeld door Clear Channel. Het project is dermate succesvol dat het uitgebreid is tot 6000 fietsen.
Sevilla heeft een vergelijkbaar systeem. Sevici (samentrekking uit Sevilla en bici) heeft inmiddels 2500 fietsen en ruim 100 000 abonnees. Er zijn twee soorten abonnementen beschikbaar: voor 1 jaar en voor 1 week, speciaal voor toeristen. Diverse andere Spaanse steden, zoals Valencia en Zaragoza, volgen het voorbeeld van Barcelona en zijn van plan een dergelijk systeem in te voeren.
In Valencia bestaat ValenbiSi!, dit is het Cyclocity-systeem van JCDecaux. Het deelsysteem bestaat uit 275 stations en 2750 fietsen en er worden jaarlijks meer dan 6 miljoen ritten afgelegd (2014).

## Thailand

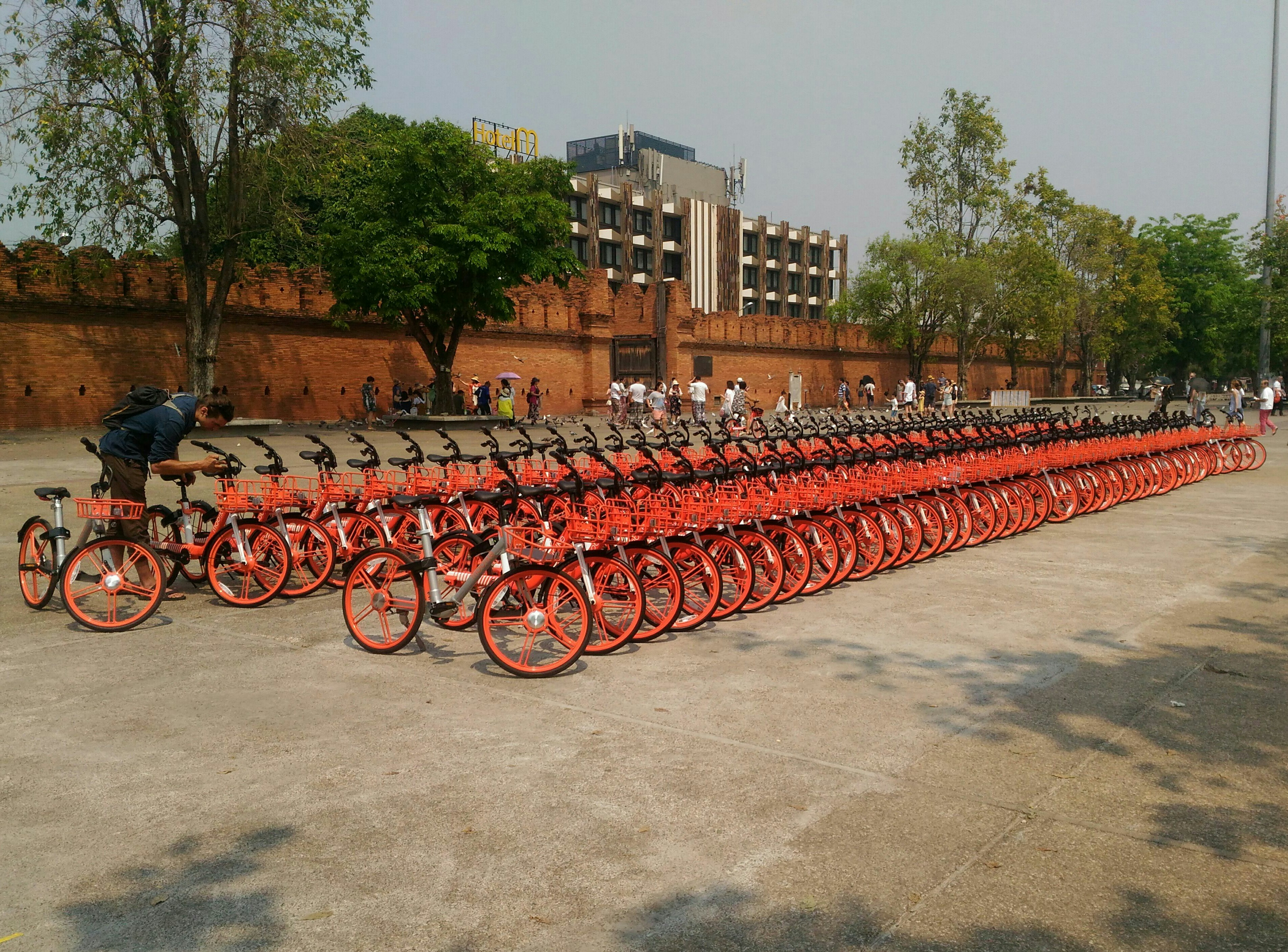
Introductie Mobike in Chiang Mai, Thailand

Begin 2018 werden in Chiang Mai in het kader van het "Smart City" initiative  circa 500 Mobike-fietsen uitgezet.

## Verenigde Staten
In de Verenigde Staten zijn vergelijkbare projecten gestart.
In 2010 is in Minneapolis, MN onder de naam Nice Ride een project met witte fietsen, waar de eerste verkenningen in 2008 voor werden gestart, operationeel geworden. Inmiddels zijn er in mei 2011 meer dan 30 stations in de stad aanwezig. Er zijn dagkaarten en verschillende abonnementen. Ook in andere Amerikaanse steden zijn er duizenden fietsen beschikbaar.

## Zweden
In Stockholm was er van 2006 tot 2018 het project Stockholm City Bikes actief. Er waren ongeveer 100 vaste stations, en in het seizoen werden er extra stations geplaatst. Je kon driedagenkaarten en seizoenkaarten kopen. De fiets diende binnen 3 uur weer te worden ingeleverd op een station. Wanneer de gebruiker te was met het inleveren kreeg hij een strafpunt. Na drie strafpunten werd de kaart geblokkeerd.